# Принципи міжнародних комерційних договорів
Принципи міжнародних комерційних контрактів (Принципи УНІДРУА, UPICC) — незобовʼязальна кодифікація (зведення) загальної частини міжнародного контрактного права. Розроблені робочою групою під егідою міжурядової організації УНІДРУА та у 1994 році ратифіковані Радою УНІДРУА, до складу якої входили представники урядів 64 країн-учасників. В подальшому видані доповнені редакції — 2004, 2010 та 2016 року.

## Мета
В якості «мʼякого права», Принципи допомагають гармонізувати міжнародне контрактне право шляхом доповнення існуючих інструментів, зокрема Конвенції ООН про договори міжнародної купівлі-продажу товарів, а також національного законодавства. Що найбільш важливе у приватній практиці, вони пропонують нейтральний контрактний режим, який сторони можуть обрати, як шляхом долучення окремих положень Принципів до контракту, так і шляхом безпосереднього позначення Принципів УНІДРУА в якості права, яким контракт регулюється (наприклад, «Цей контракт регулюється Принципами міжнародних комерційних контрактів УНІДРУА, в редакції 2016 року»; на практиці таке положення, зазвичай, супроводжується арбітражним застереженням, із визначенням міжнародного арбітражу, в якому будуть вирішуватись можливі спори між сторонами).
Принципи розроблені, маючи на меті саме міжнародні комерційні відносини, а отже вони впорядковують багато питань, на яких не зосереджуються національні законодавці, такі як визначення валюти виконання зобовʼязання або розподіл між сторонами обовʼязку отримання публічних дозволів. Міжнародним юридичним середовищем Принципи вважаються певним зразковим інструментом, який відображає поточний стан розвитку «загальносвітового» контрактного (договірного) права, і є особливо корисним в разі, коли сторони, що представляють країни із різними правовими системами, бажають узгодити у відносинах між собою нейтральний контрактний режим.

## Структура
- Преамбула (мета принципів)
- Глава 1: Загальні умови
- Глава 2: Укладення контракту та представництво
- Глава 3: Чинність
- Глава 4: Тлумачення
- Глава 5: Зміст, права третіх осіб, умови
- Глава 6: Виконання
- Глава 7: Невиконання
- Глава 8: Залік вимог
- Глава 9: Відступлення прав, перехід зобовʼязань, відступлення контракту
- Глава 10: Строки позовної давності
- Глава 11: Множинність боржників і кредиторів